# Sacro Cuore di Gesù
El Sacro Cuore di Gesù es una iglesia de Roma, en el rione Castro Pretorio frente a la Estación de Roma Termini.

## Historia y descripción
La iglesia fue ordenada por el Papa Pío IX, quien en 1870 puso la primera piedra del nuevo edificio, pero debido a la anexión de Roma al Reino de Italia el trabajo se detuvo. Fue sólo gracias a la tenacidad de San Juan Bosco que la construcción pudo reanudarse en 1880 y se terminó en 1887, por el arquitecto Francesco Vespignani.
La iglesia es la sede de la parroquia del Sacro Cuore di Gesù a Castro Pretorio, establecida el 2 de febrero de 1879 con el decreto vicarial Postremis hisce temporibus. El 11 de febrero de 1921 el Papa Benedicto XV la elevó al rango de basílica menor, con la carta apostólica Pia Societas. Posteriormente, el Papa Pablo VI instituyó el título de cardenal del Sacro Cuore di Gesù a Castro Pretorio, el 5 de febrero de 1965. 
La fachada es de estilo renacentista. Sobre la torre se encuentra una estatua de Cristo Redentor, colocada en 1931. El interior tiene tres naves divididas por columnas de granito, con crucero y cúpula.
La iglesia y los edificios anexos son propiedad de los Salesianos, que han hecho uno de sus centros más importantes en Roma. En uno de sus edificios vivió el fundador de la iglesia, San Juan Bosco, desde 1881 hasta 1884, como recuerda una placa conmemorativa.